# Conjunto de Cantor

De izquierda a derecha, sucesivos pasos de la construcción geométrica del conjunto de Cantor. Para ilustrar la definición numérica se destacan cuatro puntos del conjunto (0, 2/3, 1 y 1/4) y su expresión en base 3.

El conjunto de Cantor, llamado así por ser aporte de Georg Cantor en 1883, es un destacado subconjunto fractal del intervalo real [0, 1], que admite dos definiciones equivalentes:
- la definición numérica: es el conjunto de todos los puntos del intervalo real [0,1] que admiten una expresión en base 3 que no utilice el dígito 1.
- la definición geométrica, de carácter recursivo, que elimina en cada paso el segmento abierto correspondiente al tercio central de cada intervalo.

Además de una curiosidad matemática, contradice una intuición relativa al tamaño de objetos geométricos: es un conjunto de medida nula, pero no es vacío ni numerable.
Lo que Cantor no sabía era que este conjunto ya había sido estudiado en 1875 por un matemático dublinés, Henry John Stephen Smith (1826-1883). Pero como Smith falleció y su descubrimiento era prácticamente desconocido, fue Cantor el que quedó asociado a este conjunto.

## Construcción geométrica
Se construye de modo recursivo dando los siguientes pasos: 
- El primer paso es tomar el intervalo [0, 1].
- El segundo paso es quitarle su tercio interior, es decir el intervalo abierto (1/3; 2/3).
- El tercero es quitar a los dos segmentos restantes sus respectivos tercios interiores, es decir los intervalos abiertos (1/9; 2/9) y (7/9; 8/9).
- Los pasos siguientes son idénticos: quitar el tercio de todos los intervalos que quedan. El proceso no tiene fin.

La figura muestra las siete primeras etapas:
El conjunto de Cantor es el conjunto de los puntos restantes: entre ellos, es claro que los extremos de cada subintervalo pertenecen 0 y 1, 1/3 y 2/3, 1/9, 2/9, 7/9 y 8/9, 1/27..., hay una infinidad de puntos: los 1/3n están todos incluidos, con n describiendo los naturales. Pero hay mucho más, por ejemplo 1/4 es un elemento del conjunto de Cantor.

## Construcción numérica

### Lema
Sea {\displaystyle \{K_{\alpha }\}_{\alpha \in A}} una familia no vacía de subconjuntos compactos de un espacio métrico {\displaystyle X}. Si la intersección de toda subcolección finita de {\displaystyle \{K_{\alpha }\}_{\alpha \in A}} es no vacía, {\displaystyle \bigcap _{\alpha \in A}K_{\alpha }} también es no vacía.

### Demostración
Supongamos, por contradicción, que {\displaystyle \bigcap _{\alpha \in A}K_{\alpha }=\phi }, donde {\displaystyle \phi } denota el conjunto vacío. Para cada {\displaystyle \alpha \in A}, definamos{\displaystyle G_{\alpha }=X\setminus K_{\alpha }} abierto de {\displaystyle X}.
Tomemos algún {\displaystyle \alpha _{0}\in A} fijo. Entonces no existe ningún punto {\displaystyle p\in K_{\alpha _{0}}} tal que {\displaystyle p\in K_{\alpha }} para toda {\displaystyle \alpha \in A}. Así  {\displaystyle \{G_{\alpha }\}_{\alpha \in A}} es una cubierta abierta de {\displaystyle K_{\alpha _{0}}}compacto. Por ello existen {\displaystyle \alpha _{1},\alpha _{2},...,\alpha _{n}\in A} tales que
{\displaystyle K_{\alpha _{0}}\subset \bigcup _{i=1}^{n}G_{\alpha _{i}}}.
Pero entonces
| {\displaystyle \bigcap _{i=0}^{n}K_{\alpha _{i}}} | {\displaystyle =K_{\alpha _{0}}\bigcap {\Biggl (}X\setminus \bigcup _{i=1}^{n}X\setminus K_{\alpha _{i}}{\Biggr )}}                                          |
|                                                   | {\displaystyle =K_{\alpha _{0}}\bigcap {\Biggl (}X\setminus \bigcup _{i=1}^{n}G_{\alpha _{i}}{\Biggr )}}                                                     |
|                                                   | {\displaystyle \subset {\Biggl (}\bigcup _{i=1}^{n}G_{\alpha _{i}}{\Biggr )}\bigcap {\Biggl (}X\setminus \bigcup _{i=1}^{n}G_{\alpha _{i}}{\Biggr )}=\phi }. |

Es decir {\displaystyle \bigcap _{i=0}^{n}K_{\alpha _{i}}=\phi }, lo cual contradice la hipótesis del lema.

### Construcción numérica del conjunto de Cantor
Sea {\displaystyle E_{0}}  el intervalo {\displaystyle [0,1]}. Dividimos este intervalo por tres y separamos el segmento {\displaystyle \left({\frac {1}{3}},{\frac {2}{3}}\right)}.
Sea {\displaystyle E_{1}=\left[0,{\frac {1}{3}}\right]\cup \left[{\frac {2}{3}},1\right]} . Dividimos ambos intervalos, cada uno en tres partes y separamos los tercios centrales.
Sea {\displaystyle E_{2}=\left[0,{\frac {1}{9}}\right]\cup \left[{\frac {2}{9}},{\frac {3}{9}}\right]\cup \left[{\frac {6}{9}},{\frac {7}{9}}\right]\cup \left[{\frac {8}{9}},1\right]}.
{\displaystyle \bullet }
{\displaystyle \bullet }
{\displaystyle \bullet }
Continuando de este modo; Obtenemos una sucesión de conjuntos compactos {\displaystyle E_{n}}, tales que:
1. {\displaystyle E_{1}\supset E_{2}\supset E_{3}\supset ...}
2. {\displaystyle E_{n}} es la unión de {\displaystyle 2^{n}} intervalos, cada uno de longitud {\displaystyle 3^{-n}}

El conjunto
{\displaystyle \complement =\bigcap _{n=1}^{\infty }E_{n}}
Se llama conjunto de Cantor.
Es interesante destacar que  {\displaystyle \complement } es claramente compacto por ser cerrado y subconjunto de un conjunto compacto. Además, por el lema anterior, {\displaystyle \complement } no es vacío. Así, ningún segmento de la forma 
{\displaystyle {\biggl (}{\frac {3k+1}{3^{m}}},{\frac {3k+2}{3^{m}}}{\biggr )}}    donde {\displaystyle k} y {\displaystyle m} son enteros positivos
tiene puntos en común con {\displaystyle \complement } , ya que son el tipo de segmentos que quitamos en la construcción de este conjunto.
Como todo segmento {\displaystyle {\bigl (}\alpha ,\beta {\bigr )}} contiene a un segmento con la forma anterior, si se cumple que
{\displaystyle 3^{-m}<{\frac {\beta -\alpha }{6}}}
{\displaystyle \Rightarrow \complement } no contiene a ningún segmento.

## Propiedades

### Medida
Sin embargo, el conjunto es pequeño cuando se considera su longitud: el intervalo inicial [0,1] mide 1, y a cada paso, se le quita un tercio, lo que hace que su longitud se multiplique por 2/3. la sucesión geométrica un = (2/3)n tiende hacia cero, por lo tanto el conjunto de Cantor es de medida nula. Esto implica, en particular, que el conjunto de Cantor no puede contener ningún intervalo de medida no nula.

### Cardinalidad
Podemos demostrar el siguiente resultado paradójico: el conjunto de Cantor está en biyección con el segmento [0, 1], es decir, tiene tantos elementos como él. 
Para demostrar eso, vamos a construir una función suprayectiva desde el conjunto de Cantor (llamémosle C) al conjunto de los reales [0, 1]. De esta forma, la cardinalidad de C ha de ser no menor que la de [0, 1]. Por otra parte, como C es un subconjunto de [0, 1], C además ha de tener una cardinalidad no mayor. Por tanto se concluye que las cardinalidades de C y [0, 1] han de ser iguales.
La función suprayectiva la construiremos así: Si se considera la escritura en base tres de los números, se nota que, al quitar siempre el segundo tercio de todos los segmentos, se suprime exactamente los números que tienen un 1 en su escritura trienal: el intervalo (1/3; 2/3) corresponde a los números que empiezan por 0,1 (menos el 1/3 que también se puede escribir 0, 02222222222..... en base tres); el intervalo (1/9;2/9) corresponde a los números que empiezan por 0,01, el (7/9;8/9) por 0,21 y así sucesivamente.

La suprayección se construye así: a cada número escrito con sólo ceros y dos se le hace corresponder el número en base dos obtenido remplazando todos sus dos por unos. Por ejemplo, 0,2002 en base tres (que vale 2/3 + 2/81 = 56/81) tiene como imagen 0,1001 en base dos (que vale 1/2 + 1/16 = 9/16).

Se obtiene así todos los números en base dos que empiezan por 0,... y que tienen ceros o/y unos después de la coma: ¡es el intervalo [0,1] entero!

### Propiedades topológicas
El conjunto de Cantor es cerrado en los reales, al ser el complemento de la unión de abiertos. Al ser también acotado, por aplicación del teorema de Heine-Borel, puede afirmarse que es compacto. Se demuestra que es un conjunto denso en ninguna parte.

### Autosimilitud
El conjunto de Cantor puede considerarse también como el atractor asociado al IFS (sistema de funciones iteradas) formado por las aplicaciones contractivas {\displaystyle f_{1}(x)={\frac {x}{3}}}, y {\displaystyle f_{2}(x)={\frac {x}{3}}+{\frac {2}{3}}}, ambas definidas sobre el compacto [0,1].
Observamos que la imagen del conjunto de Cantor por la homotecia de centro 0 y razón 1/3 es una parte del propio conjunto de Cantor. Esto es una manifestación de autosimilitud, que es una de las propiedades básicas de los fractales. Su dimensión de Hausdorff es menor que uno, concretamente Log(2)/Log(3)=0.631.

## Generalizaciones
En lugar de eliminar en cada paso la tercera parte central, podríamos plantearnos eliminar cualquier otro porcentaje fijo (distinto de 0% o de 100%) de la zona central. Los conjuntos resultantes siguen siendo homeomorfos al conjunto de Cantor. Sin embargo, mientras la longitud del intervalo eliminado sea mayor o igual a la tercera parte, la medida de Lebesgue del conjunto será cero; en otro caso, la medida será positiva (más específico, la medida de Lebesgue es de {\displaystyle 1-a}, donde {\displaystyle a} es la razón de longitudes entre el intervalo eliminado en el primer paso y 1/3).
Eliminando porcentajes que disminuyan progresivamente en cada paso, podemos construir conjuntos también homeomorfos al conjunto de Cantor, pero con medida de Lebesgue positiva. Un ejemplo de dicha construcción es el conjunto de Smith-Volterra-Cantor.

## Variantes

### Polvo de Cantor
Un polvo de Cantor es la versión multi-dimensional del conjunto de Cantor. Se puede construir como el producto cartesiano del conjunto de Cantor por sí mismo. Son conjuntos totalmente discontinuos de medida nula, dimensión topológica cero y dimensión fractal no entera en general.
|  |  |

Además, en dimensión 2 se define la alfombra de Sierpinski, y en dimensión 3 la esponja de Menger.